# Lada Kozlíková
Lada Kozlíková (nascida em 18 de outubro de 1979) é uma ciclista profissional tcheca que participa de competições de ciclismo de estrada e pista. Competiu nos Jogos Olímpicos de 2000, 2004 e 2008.